# أم السعد (فلم)
أم السعد هو فيلم مصري أنتج عام 1946، حيث أخرجه أحمد جلال وكان من بطولة ماري كويني.

## القصة
ما بين عشية وضحاها يتبدل الحال من نقيض إلى نقيض ...هذا ما حدث مع أم السعد عقب ان قبلت الإهانة والعيش في مهانة بقصر عمها الثري والعمل خادمة حتى أنها اتهمت بالسرقة وقامت زوجته بطردها ولكن قدر القدر وشاء ظهور براءتها عقب أن اشتد المرض بالعم الذي تهمله زوجته وأولادها وتعود أم السعد لرعايته فيتزوج ابنه منها وفاءً لمعروفها.

## فريق العمل
إخراج: أحمد جلال
بطولة:
- ماري كويني
- محمد سلمان
- بديعة مصابني
- بشارة واكيم
- منى

## روابط خارجية
- مقالات تستعمل روابط فنية بلا صلة مع ويكي بيانات